# Bagrat II (prince de Moukhran)
Pour les articles homonymes, voir Bagrat II.
Bagrat II (en géorgien : ბაგრატ II მუხრან-ბატონი, Bagrat II Moukhran-Batoni ; né le 16 juillet 1572 et mort le 1er juillet 1625 à Marabda), aussi appelé Teïmouraz Ier de Moukhran, est le 3e prince de Moukhran, une principauté géorgienne dirigée par une branche de la famille royale géorgienne, entre la Kakhétie et le Karthli (Géorgie centrale), qui règne de 1580 à sa mort, en 1625. Tout comme son père Vakhtang Ier, Bagrat est un puissant prince et un influent noble parmi les chrétiens de Géorgie orientale, et dirige provisoirement un royaume « alternatif » et chrétien de Karthli entre 1623 et 1625, entité qui lutte contre l'influence persane de Tiflis et de la Basse Kartlie. Il appartient à l'ancienne dynastie des Bagrations, qui prétendent descendre des rois bibliques David et Salomon.

## Biographie

### Prince de Moukhran
Teïmouraz Bagration est né le 16 juillet 1572. Il est le fils aîné du prince Vakhtang Ier de Moukhran (1539-1580) et de sa seconde épouse, une fille du roi Léon Ier de Kakhétie. C'est son grand-père, Bagrat Ier (1512-1539), qui a fondé la dynastie des Moukhraneli lorsqu'il a reçu comme fief la zone tampon qui sépare la Kakhétie et le Karthli. Lui-même, fils du dernier roi de la Géorgie unifiée Constantin II, descend de la longue lignée de la dynastie des Bagrations, qui règne en Géorgie depuis le Haut-Moyen Âge et qui prétend descendre des rois bibliques David et Salomon. 
Lors de sa naissance, son père est déjà âgé de près de soixante ans. Ainsi, quand il accède au trône de Moukhran sous le nom de Bagrat II, après la mort de Vakhtang Ier, il n'a que 6 ans. Ne pouvant pas assurer les pleins pouvoirs de sa fonction, la régence est probablement exercée par un de ses proches, tel que son cousin Irakli. Durant cette période, la principauté de Moukhran est dévastée par les incursions étrangères, notamment en 1581, quand les troupes de Karthli et du Turc Mohammed Pacha s'affrontent au sein même de la ville de Moukhran. La victoire revient au roi Shah-Navaz Khan Ier et les Ottomans doivent rejoindre Tiflis. Apparemment, il atteint l'âge de maturité en 1590, alors que la guerre turco-persane pour la suprématie sur le Caucase s'achève sur une victoire ottomane et que le roi Shah-Navaz Khan de Karthli lance une insurrection contre le suzerain ottoman. 
De plus, Gori est récupérée en 1598, mais l'année suivante, il est pris et prisonnier des Ottomans à Constantinople. Contre toute source contraire, le prince se réconcilie avec les autorités centrales du Karthli lorsque Louarsab II accède au trône en 1605. C'est ainsi qu'en 1609, il participe avec les nobles du nord du pays à la bataille de Tachiskari, durant laquelle les troupes de Djelal Pacha, général tatar de Crimée, sont exterminées.
En 1623, Bagrat II doit subir une nouvelle occupation des envahisseurs musulmans : cette fois-ci, il s'agit des Qizilbashs, dirigés par le gouverneur de Kakhétie Païkar-Khan (1616-1623). Celui-ci occupe la ville, avant de retourner dans ses domaines.

### Régent de Karthli
Depuis la capture du roi Louarsab II de Karthli en 1615, une partie du royaume géorgien est gouvernée par des rois vassaux de la Perse séfévide. Toutefois, en 1623, une révolte est commencée par les nobles chrétiens de Kakhétie et de Karthli. Ceux-ci nomment l'ancien roi Teimouraz Ier de Kakhétie comme leur chef, tandis que le principal général de l'armée rebelle est le duc d'Aragvi Zourab Sidamoni. Les mêmes nobles chrétiens désirant voir un royaume géorgien unitaire choisissent le prince Bagrat II de Moukhran comme « régent de Kartli », avec contrôle sur le nord du pays.
Durant la courte période qui suit (1623-1625), le régent Bagrat Moukhran-Batoni va de bataille en bataille. En effet, dans le but de mater la révolte, le Chah de Perse Abbas Ier envoie une armée de 35 000 hommes dirigés par Georges Saakadzé et Kartchika Khan vers la Géorgie orientale. Les deux armées se rencontrent une première fois à Martkopi, le 25 mars 1625. Toutefois, Georges Saakadzé trahit l'armée perse, tue Kartchika Khan et se range du côté géorgien. Les troupes du roi Teimouraz Ier et de Saakadzé anéantissent les ennemis dans une fausse bataille, l'ennemi étant privé de général. Tiflis est reprise par les rebelles et le Chah Abbas se venge en exécutant le fils de Saakadzé.
Mais les complications arrivent peu après. Une nouvelle armée persane de 60 000 soldats est composée par le Chah Abbas sous le commandement de son gendre Isa Khan. Le 1er juillet 1625, un nouveau choc entre les deux nations se produit. Les Perses sont avantagés par le nombre et par l'équipement dès le début : les Géorgiens ne sont en effet que 20 000, et ils doivent se battre contre la plus récente technologie des armes à feu utilisées par les ennemis. Le résultat est donc évident : les Géorgiens sont défaits après une journée entière de bataille. Ils ont perdu 9 000 hommes, contre 14 000 Qizilbashs. L'un des généraux de l'armée, Bagrat II de Moukhran, est tué. Les autres commandants s'en sortent sains et saufs et réussissent plus tard à reprendre le contrôle de leur pays. Son frère, Kaïkhosro lui succède.

## Mariage et descendance
Le prince Bagrat II de Moukhran a épousé Anne Sidamoni, une fille du duc Nougzar d'Aragvi (1600-1618). De cette union naissent sept enfants, dont six fils :
- Vakhtang II (mort en 1676), 6e prince de Moukhran (1648-1659) puis roi de Kartli (1658-1676), adopté par Rostom de Karthli en 1653 ;
- Constantin Ier (v. 1618 - 1667), 7e prince de Moukhran ;
- Artchil Bagration de Moukhran ;
- Irakli Bagration de Moukhran (mort après 1676) ;
- David Bagration de Moukhran ;
- Nicolas Bagration de Moukhran, archevêque de Volnia en 1683 ;
- Daredjan Bagration de Moukhran, épouse le prince Kaïkhosro Baratachvili.

## Source
- Marie-Félicité Brosset, Chronique géorgienne, Paris, 1829
- (en) Nodar Assatiani et Otar Djanelidze, History of Georgia, Tbilissi, 2009
- (ka) Nodar Assatiani et Guia Djambouria, Histoire de la Géorgie tome II : Du XIIIe au XVIIIe siècle, Tbilissi, 2008

## Autres